# Luděk Zelenka
Luděk Zelenka (* 11. září 1973, Liberec) je bývalý český fotbalový útočník. V současnosti působí jako spolu komentátor České televize při fotbalových přenosech. Co se týče fotbalu, hraje za amatérský fotbalový klub FK Kralupy 1901, momentálně hrající III. třídu okresu Mělník.
Dříve prošel pražskými kluby FK Viktoria Žižkov, SK Slavia Praha, FK Dukla Praha a Bohemians 1905.
Má 4 syny, kteří se rovněž věnují fotbalu, např. Samuel (2006), Daniel (*2009) a Manuel (*2014) a dceru Elli (2008)

## Klubová kariéra
Takřka celou svou kariéru odehrál v českých klubech (mimo ně hrál v moravském Brně a na jaře 2008 v rakouském Klagenfurtu). V nejvyšší soutěži odehrál 341 utkání, v nichž vsítil 92 gólů. Nejvíce z nich (25) nastřílel za 1. FC Brno, tamtéž zažil i jedinou prvoligovou sezonu s dvouciferným počtem branek za jeden klub (Gambrinus liga 2006/07 – 11 branek, Gambrinus liga 1998/99 – 9 branek za Žižkov a 1 za Slavii). K jeho silným stránkám patřila dobrá střela, důraz a orientace v pokutovém území.
V mládežnických kategoriích hrál v Liberci. Mezi muži začal v Českém Dubu a Turnově. V roce 1995 si jej vyhlédl FK Jablonec, kde také debutoval v české nejvyšší soutěži. Kariéru ukončil po podzimu 2009 v dresu Bohemians 1905, kde byl na hostování z pražské Dukly. Hráč uvedl, že již neměl motivaci pokračovat. Ke vstupu do Klubu ligových kanonýrů mu chybělo 8 gólů.